# Assidat zgougou

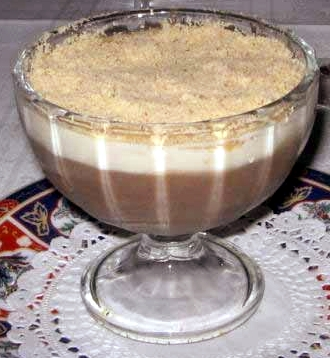
il dolce assidat zgougou in una ciotola di vetro

L'assidat zgougou o assida zgougou (in arabo عصيدة الزقوقو‎?) è un dessert tunisino. 
Viene preparato in occasione della festa del Mouled.

## La ricetta
Si tratta di una crema preparata a partire dai semi del pino d'Aleppo.
I pinoli, chiamati "zgougou" e da non confondere con i pinoli del pino domestico, vengono puliti e poi schiacciati con dell'acqua e passati al setaccio molto fine.
Il succo così ottenuto viene mischiato con della farina di grano e/o, a seconda della ricetta, con dell'amido, aggiungendovi a volte latte concentrato. Viene poi cotto a fuoco lento, continuando a mescolare.
Viene aggiunto zucchero velato fino a che la crema non diventa densa, dando così alla crema un colore bruno grigiastro, al gusto di resina.
Questa crema viene versata ancora calda dentro delle ciotole e ricoperta con della crema pasticcera a base di latte, amido, zucchero e essenza di fiori d'arancio. Infine viene decorata con mandorle intere o spellate, piccole caramelle o con pinoli.

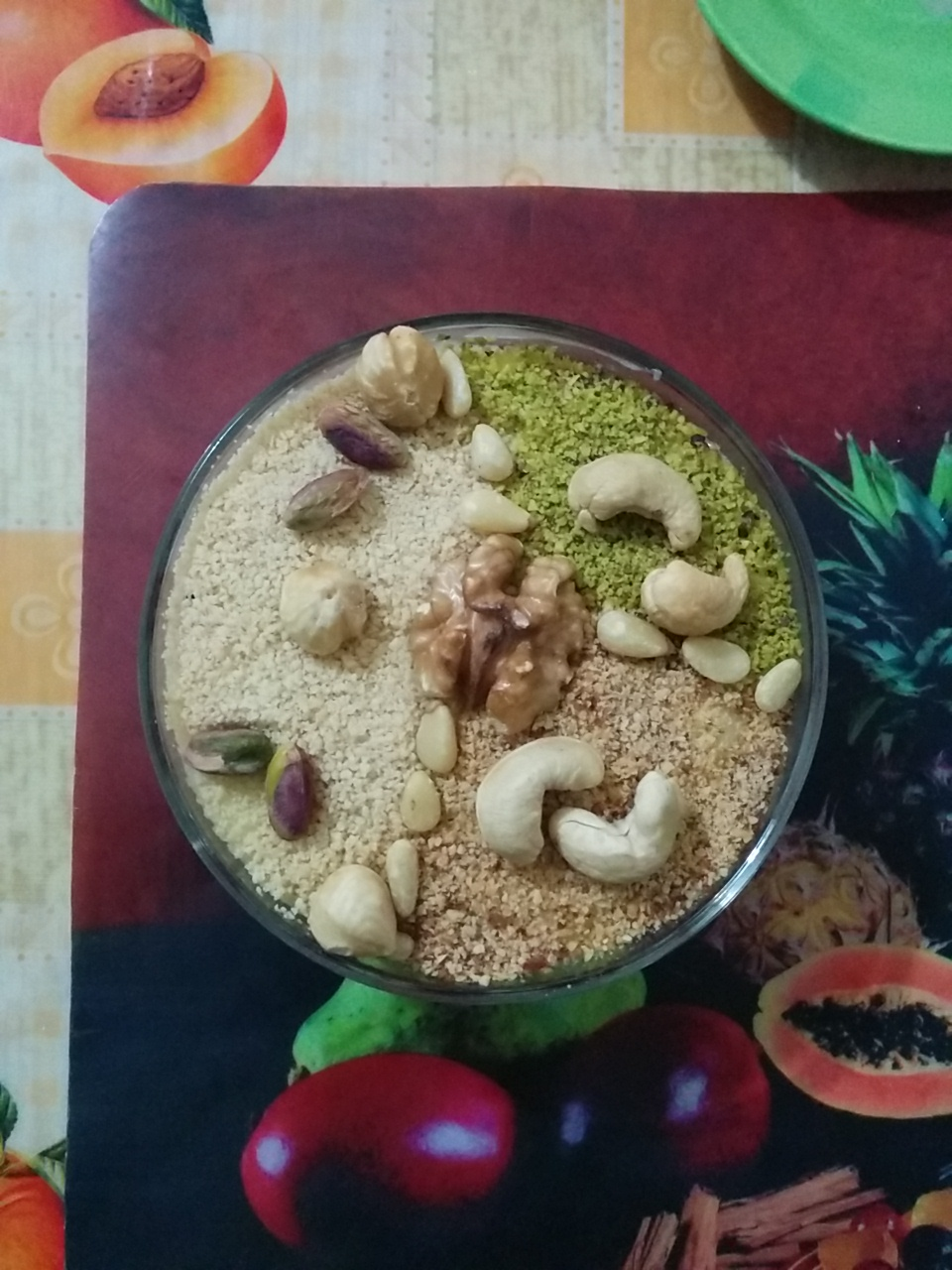
il dolce assidat zgougou ricoperto con frutta secca

Molti utilizzano anche vari tipi di frutta secca (pistacchi, noci, nocciole, ecc.) per variare la decorazione sia nella forma che nei colori.

## Aspetti dietetici
Secondo l'Institut national de la consommation tunisino, 100 grammi hanno circa 600 kcal delle quali oltre la metà sono dovute alla decorazione.

## Tradizioni
Inizialmente si è trattato di un piatto legato ad un periodo di siccità e pertanto disprezzato come un piatto dei poveri. A partire dagli anni 1970 è tornato come dolce.
La tradizione vuole che la ciotola d'assidat venga scambiata tra vicini e i familiari, facendo sì che la decorazione del dolce è altrettanto importante del dolce stesso.